# Ramal C18 del Ferrocarril Belgrano
El Ramal C18 pertenece al Ferrocarril General Belgrano, Argentina. Actualmente en reconstrucción, operado por Trenes Argentinos Cargas.

## Ubicación
Se halla en la provincia de Salta, dentro de los departamentos Orán y Anta.

## Características
Es un ramal de la red de vía estrecha del Ferrocarril General Belgrano, cuya extensión es de 219 km entre las cabeceras Pichanal y Joaquín V. González. Corre mayormente en paralelo a la Ruta Provincial 5 y a la Ruta Provincial 30.
Luego de años de abandono, en 2008 el ramal fue reinaugurado para servicios de carga. A 2013 es operado por la empresa estatal Trenes Argentinos Cargas.
La empresa Trenes Argentinos Infraestructura se encuentra realizando obras de reconstrucción total y parcial del Ramal C18 y el avance era de un 55% hasta junio de 2020.